# Forst (Lausitz)
 For alternative betydninger, se Forst. (Se også artikler, som begynder med Forst)
Forst (Lausitz) (niedersorbisk Baršć) i Niederlausitz er administrationsby (kreisstadt) for Landkreis Spree-Neiße i den tyske delstat Brandenburg.

## Geografi
Byen ligger øst for Cottbus ved floden Lausitzer Neiße. På den polske side af floden overfor, ligger landsbyen Zasieki (tysk Berge) i kommunen Brody (Pförten). Zasieki har tidligere været en del af Forst.
Byen er i dag et jernbaneknudepunkt for adgangen til Polen
.
Byens placering nær Lausitzer Neiße har skabt gunstige forhold for tekstilfabrikation, hvilket store tidligere fabriksanlæg vidner om. I dag er tekstilfabrikationen forsvundet fra byen. 

## Seværdigheder
Forst er en lille by uden mange seværdigheder. Dog er der en rosenpark (Brandenburgisches Textilmuseum Forst) i den sydlige ende af byen, som er et parkanlæg i romantisk stil, med en bred samling af roser. 
På grund af byens historiske relation til tekstil er der et tekstilmuseum (Brandenburgisches Textilmuseum), som ligger i et bygningskompleks fra en gammel tekstilfabrik. 
Byens vartegn er et smukt og imposant vandtårn, bygget i nyklassicistisk stil, som står placeret centralt i byen. 

### Bydele og bebyggelser
Bydele:
- Forst
- Bohrau
- Briesnig
- Groß Bademeusel
- Klein Bademeusel
- Groß Jamno
- Klein Jamno
- Mulknitz
- Naundorf
- Neu-Horno
- Sacro

Landsbyer:
- Eulo
- Keune
- Mexiko
- Noßdorf
- Domsdorf

Den tyske cykelrytter Ronny Scholz (* 1978), kommer fra Forst.